# Cephalotes trichophorus
Cephalotes trichophorus é uma espécie de inseto do gênero Cephalotes, pertencente à família Formicidae.